# IC 3461
IC 3461 је елиптична галаксија у сазвјежђу Дјевица која се налази на листи објеката дубоког неба у Индекс каталогу.
Деклинација објекта је + 11° 53' 23" а ректасцензија 12h 32m 2,8s. Привидна величина (магнитуда) објекта IC 3461 износи 14,1 а фотографска магнитуда 15,1. Налази се на удаљености од 11,9 милиона парсека од Сунца. IC 3461 је још познат и под ознакама MCG 2-32-116, CGCG 70-148, VCC 1407, PGC 41529.